# Skalak
Skalak (bulgariska: Скалак) är ett distrikt i Bulgarien.   Det ligger i kommunen Obsjtina Ruen och regionen Burgas, i den östra delen av landet, 300 km öster om huvudstaden Sofia.
I omgivningarna runt Skalak växer i huvudsak lövfällande lövskog. Runt Skalak är det ganska tätbefolkat, med 67 invånare per kvadratkilometer.